# Pomnik Miłosiernego Samarytanina w Szczecinie
Pomnik Miłosiernego Samarytanina – rzeźba znajdująca się przed budynkiem dyrekcji szpitala przy ul. Unii Lubelskiej w Szczecinie.
Wykonany z piaskowca, pomnik o wysokości prawie 3 metrów został odsłonięty pod koniec lat 30. XX wieku (dokładna data nieznana), przed oddanym wówczas do użytku szpitalem, ówcześnie wojskowym szpitalem Luftwaffe. Został zaprojektowany przez niemieckiego rzeźbiarza Georga Morina i sygnowany jest na postumencie jego nazwiskiem. Utrzymany w klasycyzujących formach typowych dla sztuki okresu nazizmu monument przedstawia dwie nagie, atletycznie zbudowane postaci mężczyzn, z których jeden podtrzymuje rannego towarzysza, jadącego na koniu.